# Dichrogaster
Dichrogaster is een geslacht van insecten uit de orde vliesvleugeligen (Hymenoptera) en de familie Ichneumonidae.

## Soorten
- D. aestivalis (Gravenhorst, 1829)
- D. alternans Townes, 1983
- D. ambonigra Townes, 1983
- D. ampla Townes, 1983
- D. atriventris Townes, 1983
- D. bicolor (Cushman, 1924)
- D. bischoffi (Schmiedeknecht, 1905)
- D. carinata Townes, 1983
- D. crassa (Provancher, 1882)
- D. crassicornis Horstmann, 1976
- D. chrysopae (Ashmead, 1894)
- D. defecta Townes, 1983
- D. densa Townes, 1983
- D. dorsata Townes, 1983
- D. fulvescens Townes, 1983
- D. gemina Townes, 1983
- D. genalis (Habermehl, 1925)
- D. granulata Townes, 1983
- D. heteropus (Thomson, 1896)
- D. hispanica Bordera & Horstmann, 1995
- D. imperialis Yoshida & Konishi, 2008
- D. jonathani Townes, 1983
- D. kichijoi (Uchida, 1940)
- D. lateralis Townes, 1983
- D. liostylus (Thomson, 1885)
- D. longicaudata (Thomson, 1884)
- D. madeirae (Roman, 1938)
- D. mandibularis Horstmann, 1973
- D. modesta (Gravenhorst, 1829)
- D. nigriceps Townes, 1983
- D. obscura Townes, 1983
- D. oregona Townes, 1983
- D. pallens Townes, 1983
- D. parva Yoshida & Konishi, 2008
- D. patruelis (Cushman, 1919)
- D. perlae (Doumerc, 1855)
- D. potens Townes, 1983
- D. punctipleuris Townes, 1983
- D. saharator (Aubert, 1964)
- D. schimitscheki (Fahringer, 1935)
- D. tenerifae (Hellen, 1949)
- D. tersa Townes, 1983
- D. trochanteralis Townes, 1983
- D. zonata Townes, 1983